# Jo Benkow
Jo Benkow, nacido como Josef Elias Benkowitz (Trondheim, 15 de agosto de 1924-Oslo, 18 de mayo de 2013), fue un político y escritor noruego que destacó por ser una persona importante en el Partido Conservador de Noruega y por ser el presidente del Parlamento de 1985 hasta 1993.

## Biografía
Se trasladó al municipio de Bærum afueras de Oslo cuando era niño. Como miembro de la minoría judía de Noruega, experimentó perjuicio de primera mano durante su crecimiento. En 1942, huyó de la persecución de los nazis que ocuparon Noruega, en Suecia y, posteriormente, en el Reino Unido, donde sirvió en la Real Fuerza Aérea Noruega. Regresó después de la guerra y tomó la fotografía como un oficio.
En 1965 fue elegido miembro del Parlamento de Noruega, en representación del Partido Conservador. En el Parlamento pronto se convirtió en una figura destacada como líder del partido (1980-1984) y luego líder del grupo del Partido Conservador en el Parlamento (1981-1985), y más notablemente llegando a ser Presidente del Storting el 9 de octubre de 1985, cargo que ocupó hasta su jubilación el 30 de septiembre de 1993, después de 28 años en el Parlamento.
Murió el 18 de mayo de 2013, en un hospital de Oslo, a los 88 años.